# ريكولا
ريكولا المتحدة/ريكولا ايه جي هي شركة مُصنعة لأقراص المص للحلق والأقراص المنعشة للفم في سويسرا. تحتوي جميع منتجات الشركة على مكونات من أعشاب طبيعية تُزرع حصريًا على الأراض السويسرية ودون استخدام أي مبيدات آفات أو حشرات أو أعشاب. يقع الفرع الرئيسي لريكولا في لوفين في ريف بازل بسويسرا.

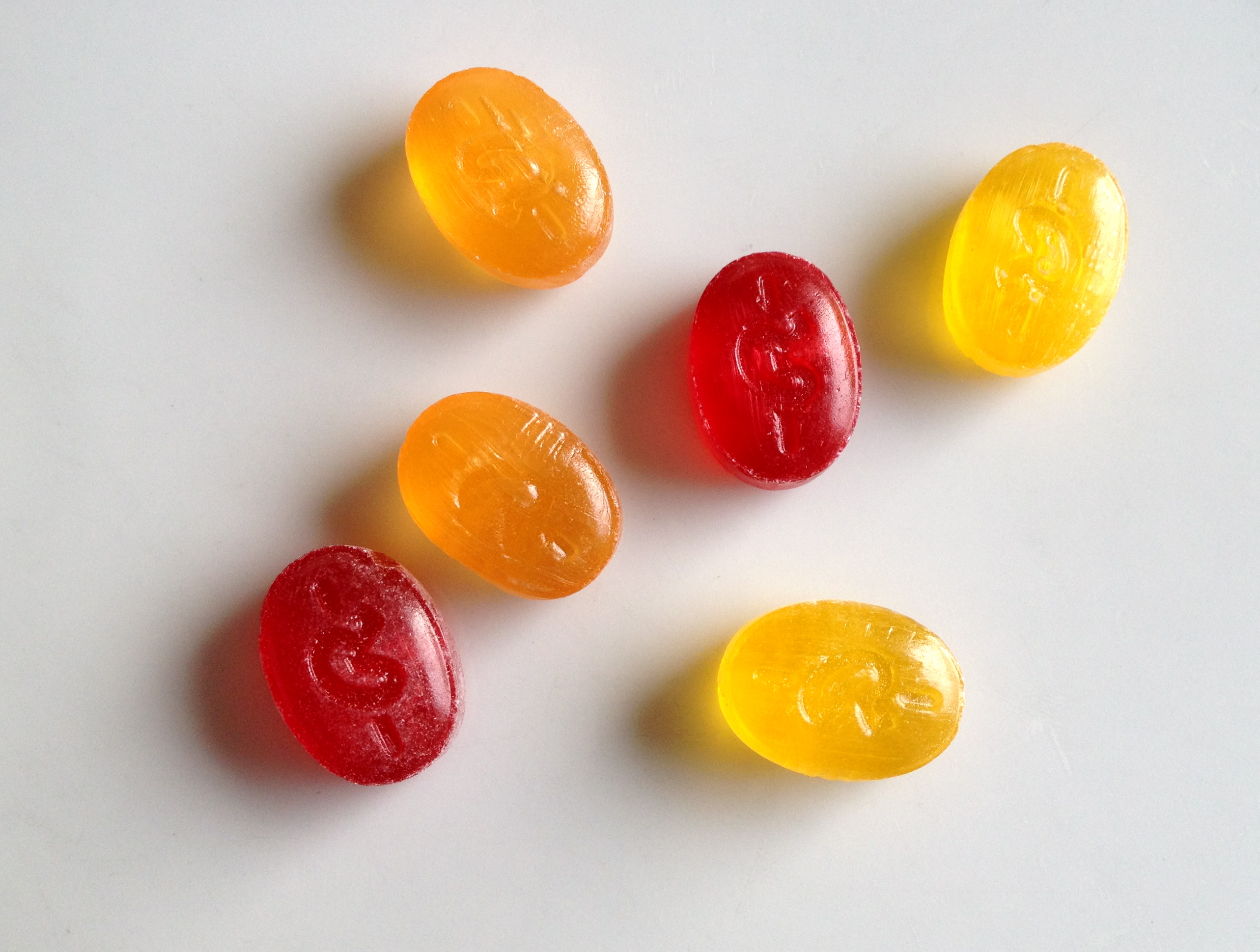
أقراص ريكولا
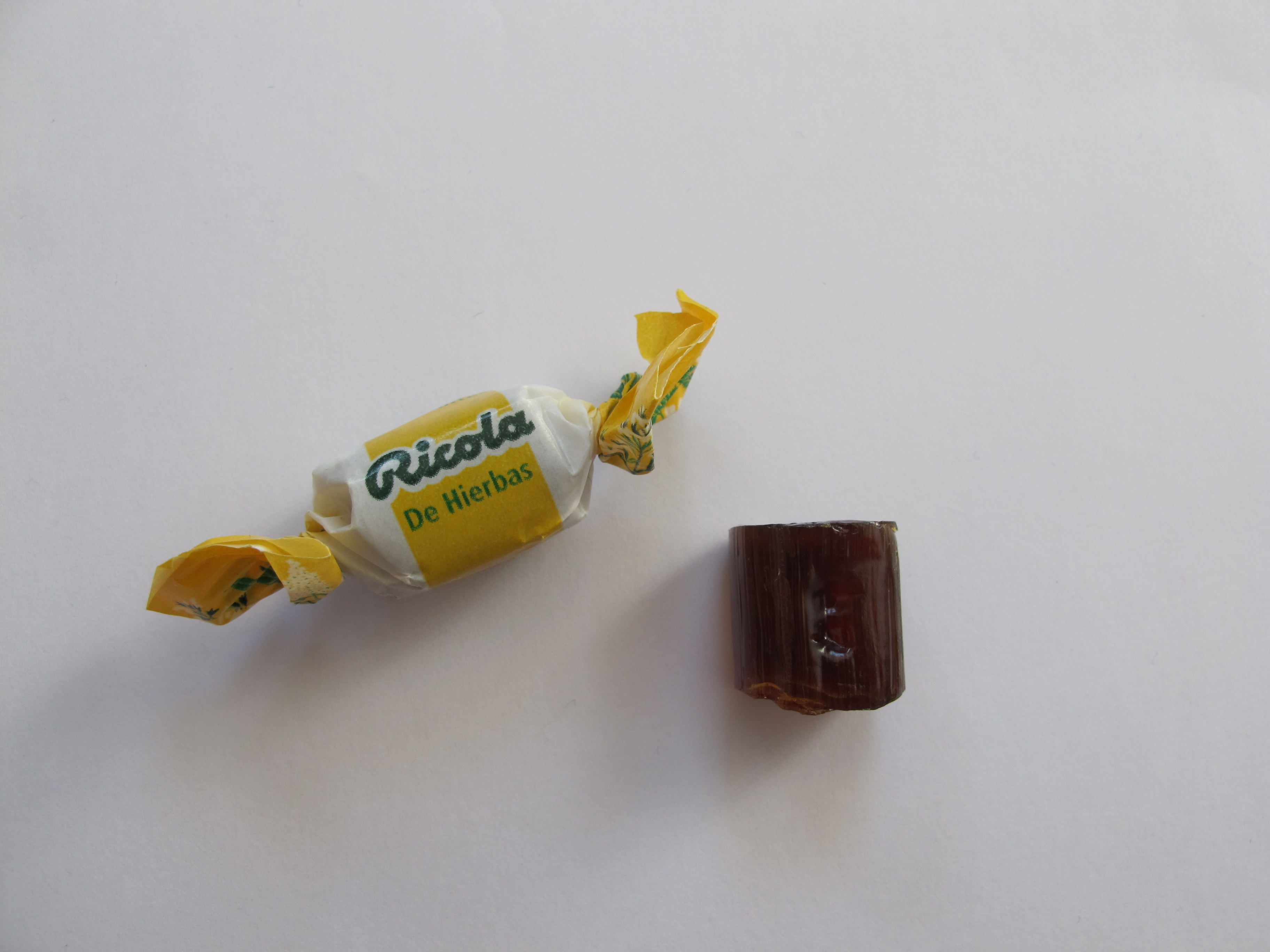
أقراص ريكولا للسعال